# Ernst Furtmayr
Ernst Furtmayr, né le 20 septembre 1938, est un ancien pilote automobile de courses de côte allemand, vivant à Munich.

## Biographie
Il a conduit en course des voitures de Tourisme de marques Abarth, Alfa Romeo et BMW, ainsi que des véhicules Prototypes du Groupe 7.
En championnat du monde des voitures de sport 1966, il remporte l'épreuve des 500 kilomètres du Nürburgring, seul sur une Abarth.
Durant l'ensemble des années 1990, il s'est également adonné aux courses d'endurance sur circuits, terminant 4e des 24 Heures du Nürburgring en 1996 sur une BMW M3 E36 du Groupe N.

## Palmarès

### Titres
- Triple Champion d'Europe de la montagne des voitures de série consécutivement (Production), en 1968, 1969 et 1970 (sur Schnitzer-BMW, 2002 Ti (2; Gr.2) et 2800 CS (1; Gr.2)
- Trophée FIA, en 1968 et 1970
- Triple Champion d'Autriche de la montagne, en 1963, 1964 et 1969
- Champion d'Allemagne de la montagne, en 1961